# Uruguai nos Jogos Olímpicos de Verão de 1968
O Uruguai participou dos Jogos Olímpicos de Verão de 1968 na Cidade do México. Nesta edição o país não teve medalhistas

## Atletismo
- Albertino Etchechurry
- Armando González
- Josefa Vincent

## Boxe
- Mario Benítez
- Juan Carlos Rivero
- Carlos Alberto Casal
- Nolberto Freitas

## Ciclismo
- Luis Barrufa
- Walter Garré
- Luis Sosa
- René Deceja
- Jorge Jukich

## Esgrima
Um esgrimista representou o Uruguai em 1968.
- Alberto Varela

## Remo
- Emilio Ahlers
- José Ahlers
- Luis Colman
- Esteban Masseilot
- José Sigot

## Vela
- Fernando Thode

## Tiro
- Enrique Barragán
- Arturo Porro
- Walter Vera

## Natação
- Ruth Apt Leheimer
- Lylian Castillo
- Emilia Figueroa
- Ana María Norbis
- Felicia Ospitaleche